# Gubernatorzy British Leeward Islands
Poniższa lista przedstawia spis gubernatorów British Leeward Islands w latach 1671–1958.
- 1671–1686: Christopher Codrington
- 1686-1689: sir Nathaniel Johnson
- 1689-1699: Christopher Codrington
- 1699–1704: Christopher Codrington Junior
- 1704-1704: John Johnson (tymczasowo)
- 1704-1704: sir William Mathew
- 1704–1706: John Johnson (tymczasowo)
- 1706–1710: Daniel Parke
- 1710–1711: Walter Hamilton (tymczasowo)
- 1711–1714: Walter Douglas
- 1714–1715: William Mathew (tymczasowo)
- 1715–1721: Walter Hamilton
- 1721–1728: John Hart
- 1728–1729: Thomas Pitt
- 1729-1729: William Cosby (tymczasowo)
- 1729–1752: William Mathew
- 1753–1766: George Thomas
- 1766–1768: James Vercild
- 1768–1771: William Woodley
- 1771–1776: Ralph Payne
- 1776–1781: William Mathew Burt
- 1781–1788: sir Thomas Shirley
- 1788–1790: John Nugent
- 1790–1791: sir Thomas Shirley
- 1791–1793: William Woodley
- 1795–1799: Charles Leigh
- 1799–1807: Ralph Payne
- 1808–1814: Hugh Elliot
- 1814–1816: sir James Leith

W 1816 roku kolonia została podzielona na kolonie Antigua, Barbuda i Montserrat oraz Saint Christopher, Nevis, Anguilla, i Wyspy Dziewicze, ale odtworzono ją w roku 1833. Od tego czasu do roku 1871 urząd gubernatora sprawowali gubernatorzy Antiguy.
- 1871–1873: sir Benjamin Chilley Campbell Pine
- 1873–1874: sir Henry Turner Irving
- 1875–1881: sir George Berkeley
- 1881-1881: H. J. B. Bufford-Hancock (tymczasowo)
- 1881–1884: sir John Hawley Glover
- 1884–1885: sir Charles Cameron Lees
- 1885-1885: Charles Monroe Eldridge
- 1885–1888: Jenico Preston
- 1888-1888: sir Charles Bullen Hugh Mitchell (tymczasowo)
- 1888–1895: sir William Frederick Haynes Smith
- 1895–1901: sir Francis Fleming
- 1901–1902: sir Henry Moore Jackson
- 1902–1904: sir Gerald Strickland
- 1904–1905: sir Clement Courtenay Knollys
- 1906–1912: sir Ernest Bickham Sweet-Escott
- 1912–1916: sir Henry Hesketh Joudou Bell
- 1916–1921: sir Edward Marsh Merewether
- 1921–1929: sir Eustace Twisleton-Wykeham-Fiennes
- 1929–1936: sir Thomas Reginald St. Johnston
- 1936–1941: sir Gordon James Lethem
- 1941–1943: sir Douglas James Jardine
- 1943–1947: sir Leslie Brian Freeston
- 1947–1948: W. R. Macnie (tymczasowo)
- 1948–1950: Oliver Baldwin
- 1950–1956: sir Kenneth Blackburne
- 1956–1958: sir Alexander Thomas Williams